# Вільям Дьюел
Дарвін Вільям Дьюел/Дуелл (народився Джордж Вільям Дуелл ; 30 серпня 1923 — 22 грудня 2011) — американський актор і співак. Він був відомий своїми ролями Ендрю Макнейра в мюзиклі «1776», Джима Сефелта у фільмі «Пролітаючи над гніздом зозулі» 1975 року та чистильника взуття Джонні в комедійному кримінальному серіалі «Поліцейський загін!» 1982 року. Мав імідж невисокого, дивного на вигляд актора з досвідом гри у шекспірівських п'єсах. Зіграв багато другорядних ролей у виставах, фільмах і серіалах. Його останньою роботою була камео у фільмі 2003 року «Як позбутися хлопця за 10 днів».

## Біографія
Дуелл народився в 1923 році у м. Корінт, штат Нью-Йорк, у родині Е. Джанет (Гаррінгтон) і Леона Джорджа Дуелла, співробітника Міжнародної паперової компанії. Десь у молодості його мати офіційно змінила його ім'я на Дарвіна Вільяма Дуелла. Дуелл ніколи не цікавився своїм ім'ям і тому завжди називався своїм другим ім'ям Вільям.
Закінчив молодший коледж Грін-Маунтін у штаті Вермонт (тепер коледж Грін-Маунтін, де на його честь існує театральна стипендія), потім Уесліанський університет Іллінойсу та Єльський університет. Служив у ВМС США під час Другої світової війни.
Він зобразив зберігача паперів Конгресу Ендрю Макнейра в бродвейській версії мюзикла «1776 рік», що зробило його єдиним актором, який залишався протягом усього шоу і ніколи не був поза увагою; він також зіграв роль у кіноверсії мюзиклу 1972 року. У 1997 році в відродженній бродвейській постановці 1776 Дуелл натомість виконав роль Цезаря Родні після того, як Майкл МакКормік, який раніше грав ту роль, взяв на себе роль Джона Адамса. У 2010 році він знявся в постановочному читанні «Вечірньої примули» Стівена Сондхейма, яке тривало лише одну ніч.
Відомість йому принесла другорядна, але яскрава роль чистильника взуття Джонні у «Поліцейському загоні».
Дуелл одружився з Мері Барто в 2004 році. Помер від дихальної недостатності в грудні 2011 року Йому було 88.
 